# Viettentia
Viettentia là một chi bướm đêm thuộc họ Noctuidae.